# ウプサラのスウェーデン王立科学協会
ウプサラのスウェーデン王立科学協会 (スウェーデン語: Kungliga Vetenskaps-Societat i Uppsala、ラテン語: Societas regia scientarum upsaliensis）は、スウェーデンで最も古い自然科学の学会である。
1710年にウプサラ大学の司書、教授で、後にウプサラの大司教となった Erik Benzeliusによって、Collegium curiosorumという名前で設立された。1719年に Societas Literaria Suecia と改名され、1728年に国王の認可が得られた。18世紀の半ばまで、Societas regia scientarum upsaliensisとして活動した。初期のメンバーにはエマヌエル・スヴェーデンボリやアンデルス・セルシウスがいた。

## 賞
ウプサラのスウェーデン王立科学協会の賞には次のようなものがある。
- リンネ賞(Linnepriset)
- セルシウス金メダル(Celsiusmedaljen i guld)：
- Bergstedtska賞（Bergstedtska priset）